# Fiorin Durmishaj
Fiorin Durmishaj (Tirana, 14 de noviembre de 1996) es un futbolista albanés nacionalizado griego. Juega de delantero y su equipo es el Iraklis de Tesalónica de la Segunda Superliga de Grecia. 

## Selección nacional
Ha sido internacional con la selección de Grecia en una ocasión sin anotar goles.

## Clubes
| Club                              | País    | Año       |
| --------------------------------- | ------- | --------- |
| Panionios GSS                     | Grecia  | 2014-2019 |
| Kallithea F. C. (cedido)          | Grecia  | 2015      |
| Kallithea F. C. (cedido)          | Grecia  | 2016      |
| Lamia F. C. (cedido)              | Grecia  | 2016-2017 |
| Olympiacos F. C.                  | Grecia  | 2019-2021 |
| Waasland-Beveren (cedido)         | Bélgica | 2019      |
| Aris Salónica F. C. (cedido)      | Grecia  | 2020      |
| A. E. Larisa (cedido)             | Grecia  | 2020-2021 |
| O. F. I. Creta                    | Grecia  | 2021-2023 |
| Olympiakos Nicosia F. C. (cedido) | Chipre  | 2023      |
| Nea Salamina Famagusta            | Chipre  | 2023-2025 |
| Iraklis de Tesalónica             | Grecia  | 2025-     |